# جنكيز وثوقي
جنكيز وثوقي (بالفارسية: چنگیز وثوقی) (1948 في تبريز، إيران) ممثل سينمائي إيراني.  وهو الزوج السابق للممثلة الإيرانية سارا خوئيني ها.

## فيلموغرافيا
- خوشقيلا عوضي (1974) - إخراج خسرو بارفيزي
- عيون مغلقة (1975) - إخراج خسرو بارفيزي
- نازانين (1975) - إخراج علي رضا دافودنجاد

## روابط خارجية
- جنكيز وثوقي على موقع IMDb (الإنجليزية)